# Ernest Bornand
Pour les articles homonymes, voir Bornand.
 (janvier 2019).
Ernest Bornand est un sportif suisse (1893-1975) originaire de Sainte-Croix. Il s'est notamment illustré en tant que joueur de rink hockey.

## Palmarès
Il participe à quatre championnats du monde entre 1930 et 1939.

## Entreprise
En 1923, il ouvre le magasin Bornand Sports à Montreux, puis une succursale en 1968 à Vevey. Le site de Montreux ferme l'année de son décès en 1975. Le site Vevey ferme 40 ans plus tard en 2015 : l'entreprise est alors dirigé par Michèle Bornand, la veuve du fils d'Ernest.